# Mortadella
La mortadella è un grosso insaccato originario di Bologna, composto da carne di suino cotta e triturata finemente, mescolata con cubetti di grasso di maiale (principalmente il grasso duro del collo), generalmente di forma cilindrica od ovale. È tradizionalmente aromatizzata con grani di pepe nero, alcune versioni possono contenere anche pistacchi o più raramente bacche di mirto. La versione più conosciuta è la Mortadella Bologna ma se ne trovano altre varietà, anche fatte con altre carni.

## Etimologia
L'origine del nome "mortadella" è dibattuta. Una teoria fa derivare il nome dal termine latino mortarium (mortaio), attrezzo tradizionalmente usato per pestare la carne. Questa teoria, proposta da Giancarlo Susini, professore di storia antica all'Università di Bologna, si basa su due stele funerarie custodite nel Museo archeologico di Bologna ritenute appartenenti allo stesso monumento, una raffigurante un branco di maialini e l'altra un mortaio e pestello. Un'altra teoria, introdotta da Ovidio Montalbani nel XVII secolo, deriva il nome da una salsiccia romana aromatizzata con bacche di mirto che i romani chiamavano farcimen myrtatum o farcimen murtatum (salsiccia di mirto), il mirto era infatti una spezia popolare prima che il pepe diventasse disponibile per i mercati europei.

## Storia

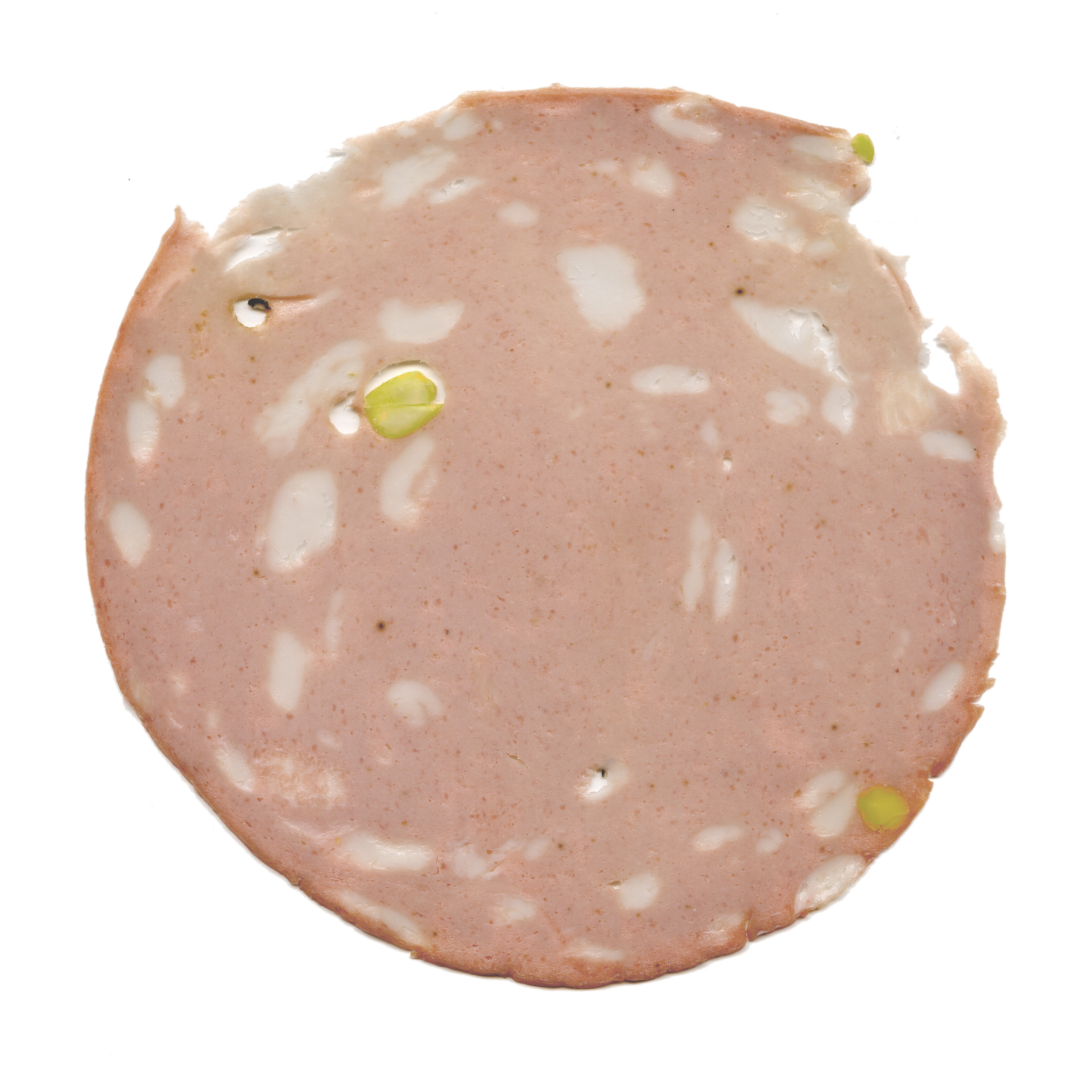
Una fetta di mortadella con pistacchi

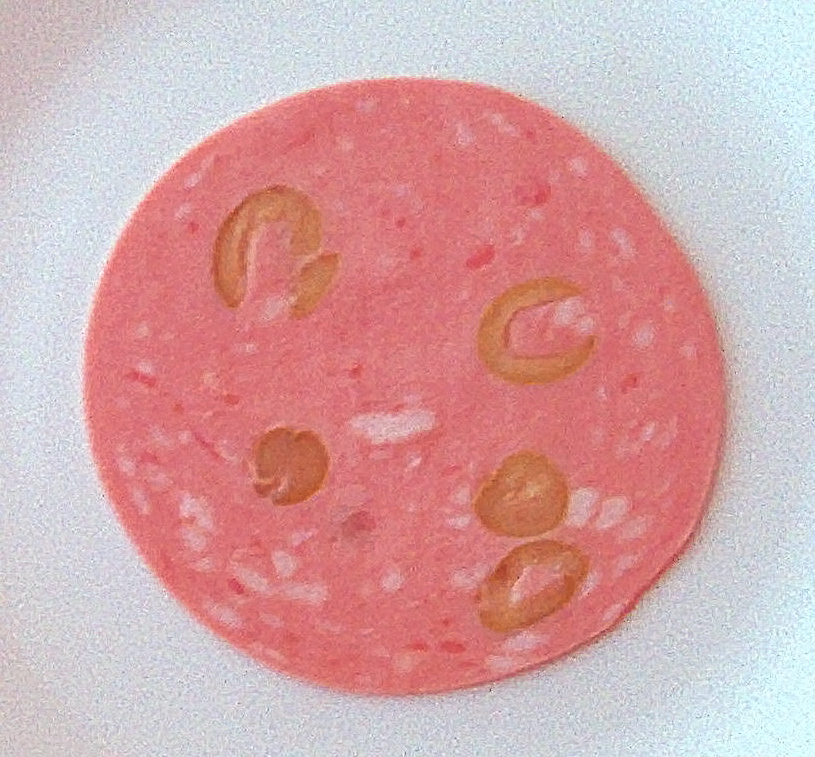
Fetta di mortadella portoghese con olive

Una prova dell'esistenza di produttori di mortadelle già in epoca romana è il ritrovamento a Bologna di una stele dell'età imperiale raffigurante sette maialetti condotti al pascolo e un mortaio con pestello, attrezzo solitamente usato dai Romani per lavorare le carni.
Si parla della mortadella già nei libri di cucina del XIV secolo, anche se è probabile che esistessero diversi tipi di mortadella confezionate con carni di vitello e di asino. Nel 1644 il bolognese Vincenzo Tanara, nel suo trattato L'economia del cittadino in villa, scrisse una ricetta di mortadella dove indica sia la quantità e tipo di spezie da utilizzare, sia le dosi della carne: sale, cannella, chiodi di garofano, noce moscata, muschio, pepe in grani, zucchero e vino malvasia. Oltre alle dosi il Tanara descrive anche la lavorazione del salume: "un terzo di tessuti adiposi, guanciale incluso, sono tagliati a grossi dadi, due terzi di carne magra proveniente da spalla e coscia del maiale che viene trasformata in farcia tramite 'taglienti pestature'; dopo l'insaccatura il tutto viene poi cotto a temperatura moderata".
Nel 1661, per regolare la produzione, fu pubblicato un bando del cardinale Girolamo Farnese, cardinale legato di Bologna, che impediva la produzione di mortadella con carni diverse da quelle di maiale; l'applicazione dei sigilli di garanzia era di competenza della corporazione dei Salaroli, una delle più antiche di Bologna, che da tempo aveva per stemma un mortaio con pestello.

## Caratteristiche
La mortadella di puro suino è un insaccato cotto, dalla forma cilindrica o ovale, di colore rosa e dall'odore intenso e leggermente speziato. Per la sua preparazione vengono impiegati tagli di carne e lardelli, triturati adeguatamente allo scopo di ottenere una pasta fine. Una volta tagliata, la superficie generalmente si presenta vellutata e di colore rosa.

## Gastronomia
La mortadella è un prodotto utilizzato in diverse preparazioni, può essere consumata affettata abbinata con il pane o tagliata a cubetti come antipasto. È usata in diversi piatti della tradizione bolognese, per esempio è un ingrediente del ripieno dei tortellini, frullata compone la "spuma di mortadella" e compare come ingrediente dello Stecco petroniano.